# Karol Knaus
Karol Knaus (ur. 24 października 1846 w Płazie, zm. 15 marca 1904 w Krakowie) – polski architekt i konserwator zabytków.

## Życiorys
W młodości praktykował u ślusarza, a następnie w wytwórni kafli, po czym pracował jako pomocnik murarski przy budowie tartaku w Kocierzu k. Żywca. W latach 1867–1874 był rysownikiem w biurze technicznym w fabryce Ludwika Zieleniewskiego, a później w biurze inż. W. Kołodziejskiego, pod okiem którego studiował architekturę. Od 1877 pracował pod kierunkiem Tomasza Prylińskiego przy odnawianiu Sukiennic. W 1879 zdał egzamin w krakowskim starostwie, uzyskując uprawnienia budowlane. W 1884 został wybrany do Rady Miejskiej. Zasłużył się też jako obrońca estetyki Krakowa. Był uznawany za budowniczego Kazimierza.
Prowadził własną pracownię architektoniczną, w której wykształciło się wielu budowniczych i architektów. Był członkiem i działaczem wielu organizacji i towarzystw, a także współzałożycielem Krakowskiego Towarzystwa Technicznego i autorem artykułów w „Przeglądzie Technicznym” i „Architekcie”. Został pochowany na cmentarzu Rakowickim w Krakowie w grobowcu Cyfrowiczów w kwaterze IIIb.

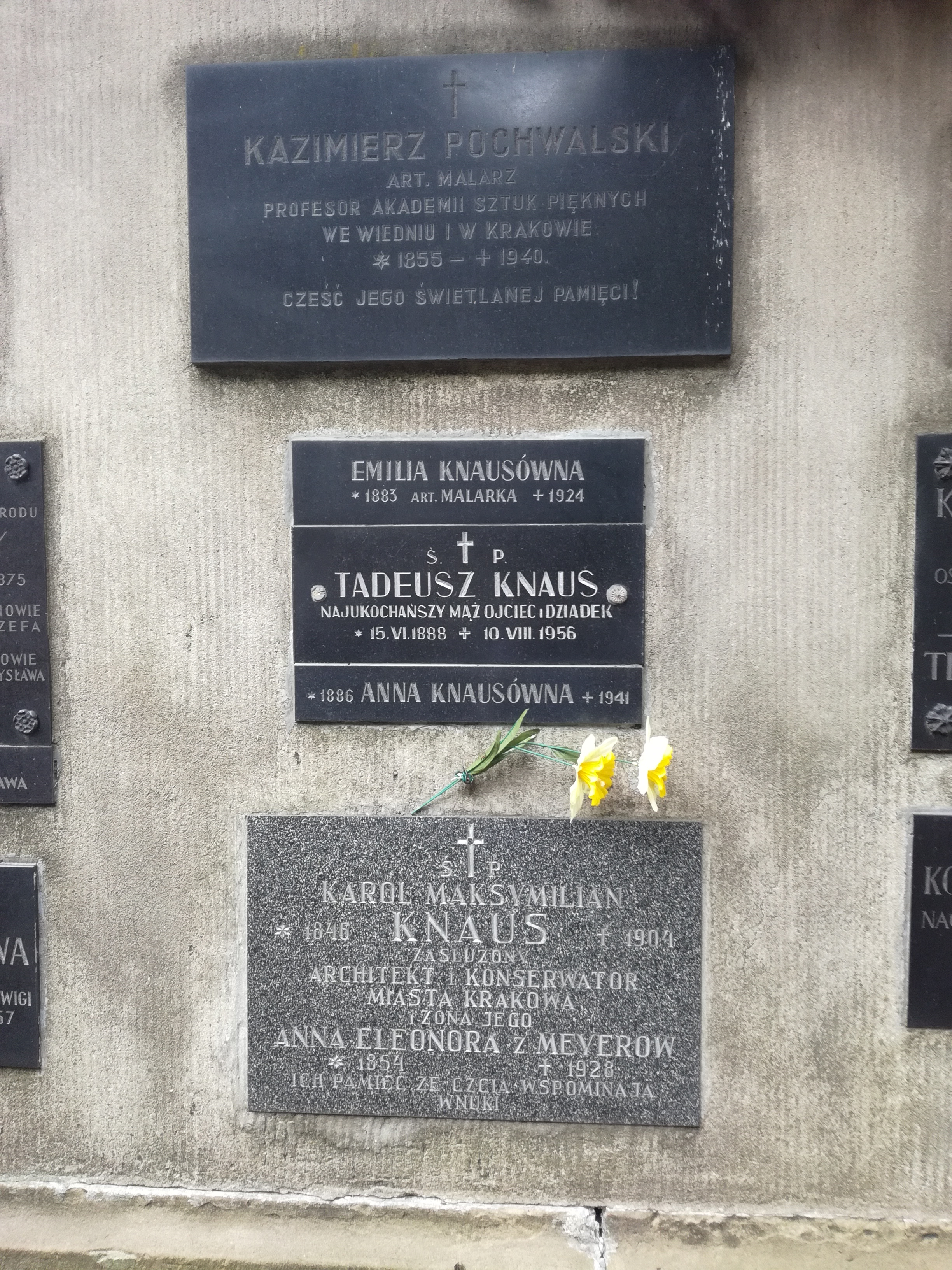
tablica na grobie Karola Knausa

## Prace
- Odnowienie probostwa kościoła św. Anny w Krakowie.
- Zapoczątkowanie odnowy kościoła Bożego Ciała w Krakowie.
- Sygnaturka kościoła franciszkanów w  Krakowie.
- Projekt domów dla Towarzystwa Budowy Tanich Mieszkań dla Robotników Katolickich-osiedle Modrzejówka.
- Projekt gmachu „Sokoła” przy ul J. Piłsudskiego 27 w Krakowie.
- Projekt domu przy ul. Radziwiłłowskiej 10 w Krakowie.
- Restauracja zamku w Suchej Beskidzkiej.
- Restauracja klasztorów w Jarosławiu i Nowym Sączu
- Odnowienie kościoła i klasztoru Paulinów na Skałce (według jego projektu poszerzono bramę wjazdową i uzupełniono obramienia sadzawki św. Stanisława, wykonano pomnik ks. Augustyna Kordeckiego i odkuto sarkofagi w Krypcie Zasłużonych – Adama Asnyka, Wincentego Pola i Lucjana Siemieńskiego).

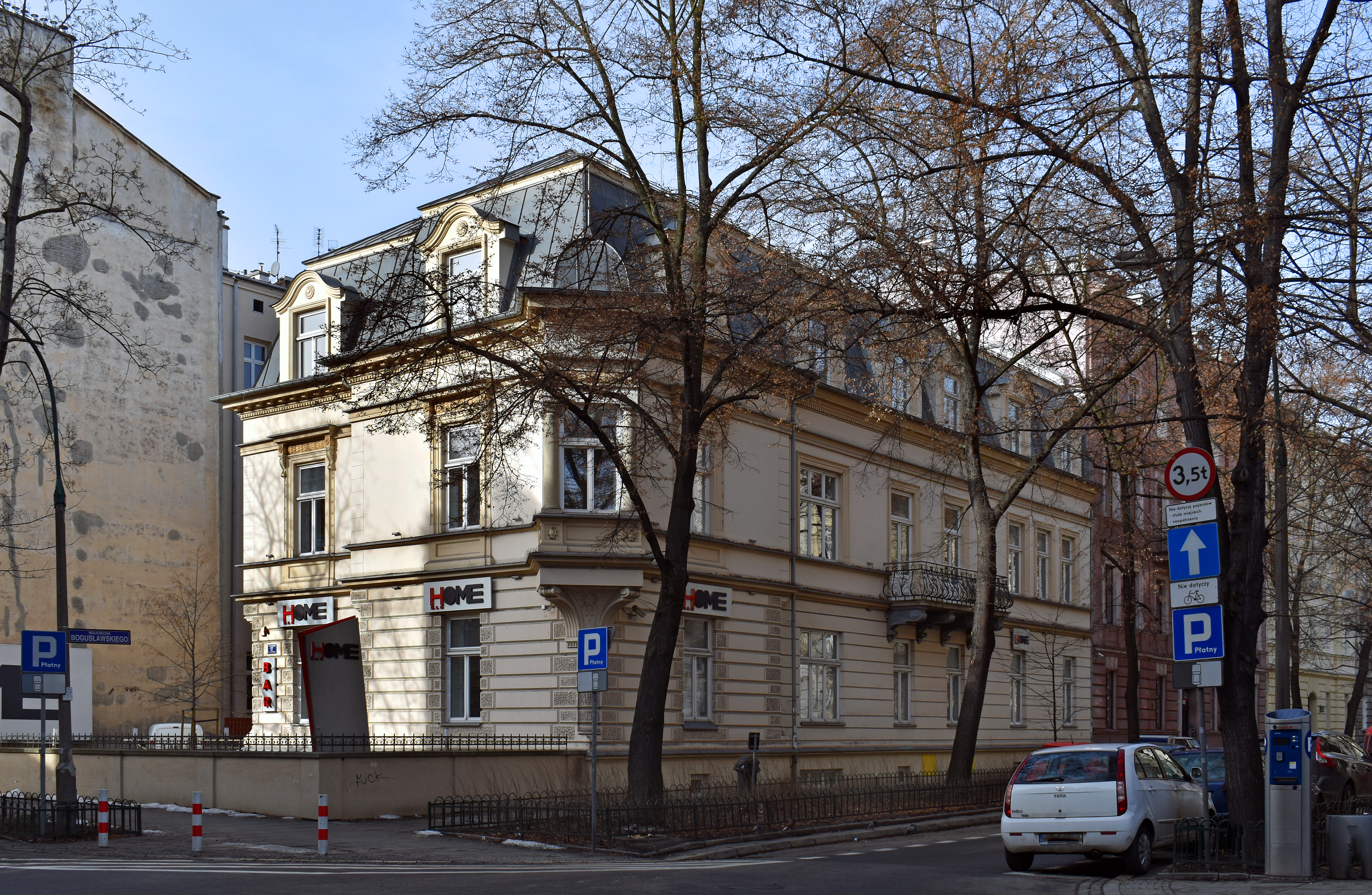
Willa-dom własny Knausa(1883) Kraków, ul. Bogusławskiego 9
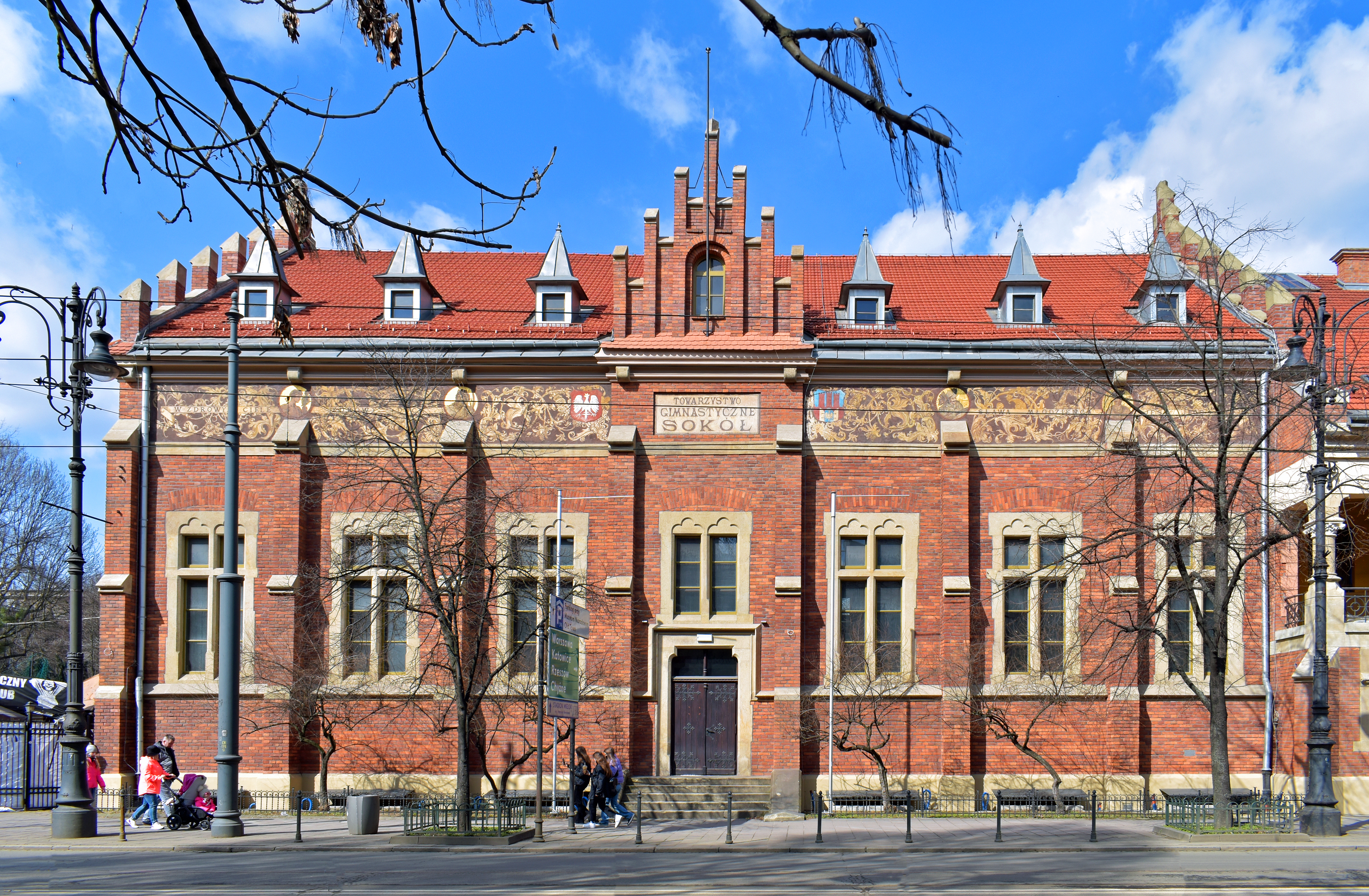
Budynek TG Sokół-część zachodnia (1889) Kraków, ul. Piłsudskiego 27
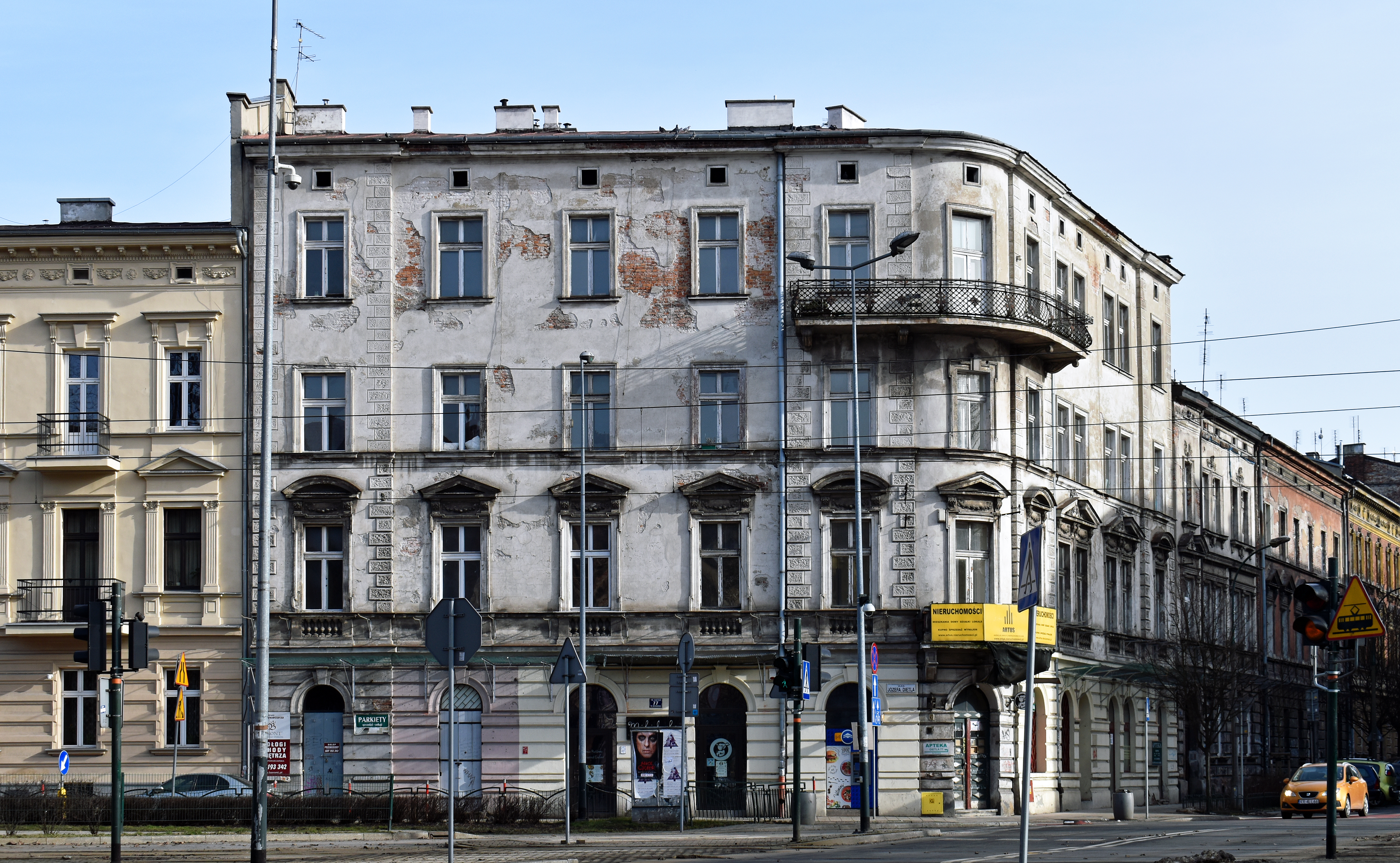
Kamienica czynszowa (1890) Kraków, ul. Dietla 77
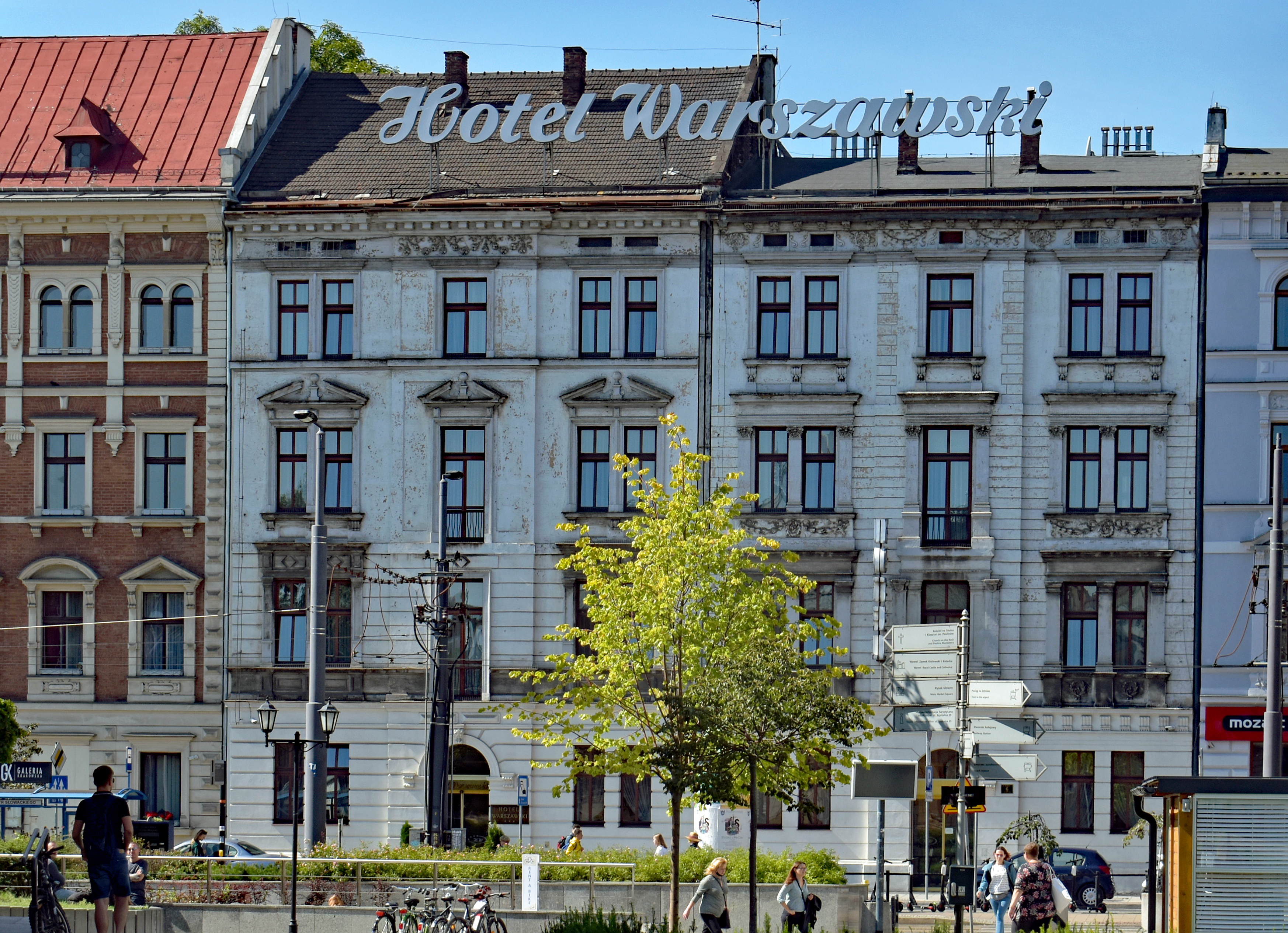
Dwie kamienice, obecnie Hotel Warszawski (1891) Kraków, ul. Pawia 4-6
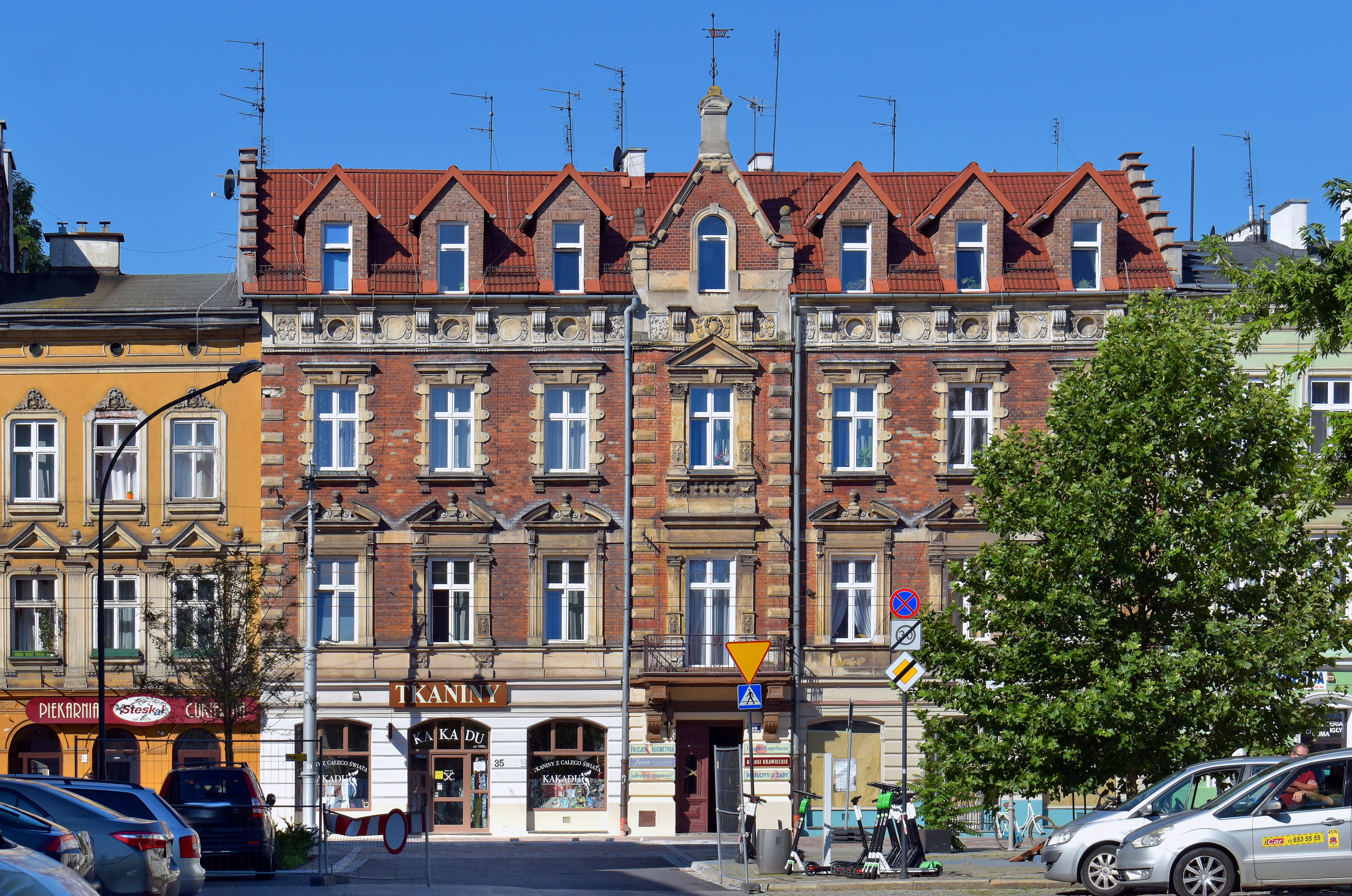
Kamienica czynszowa (1892) Kraków, ul. Krakowska 35
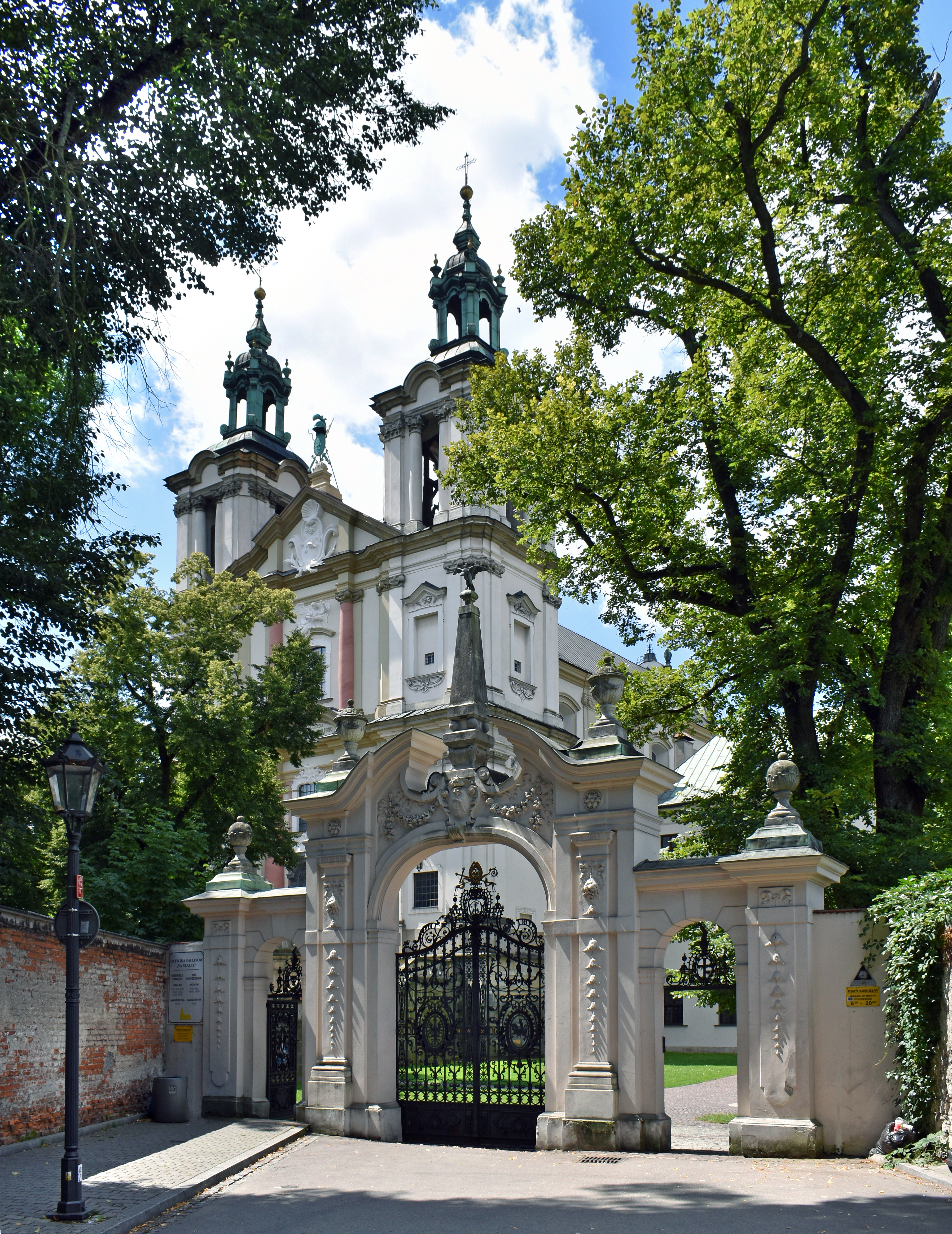
Brama wejściowa na Skałkę (1894) Kraków,  ul. Skałeczna 15
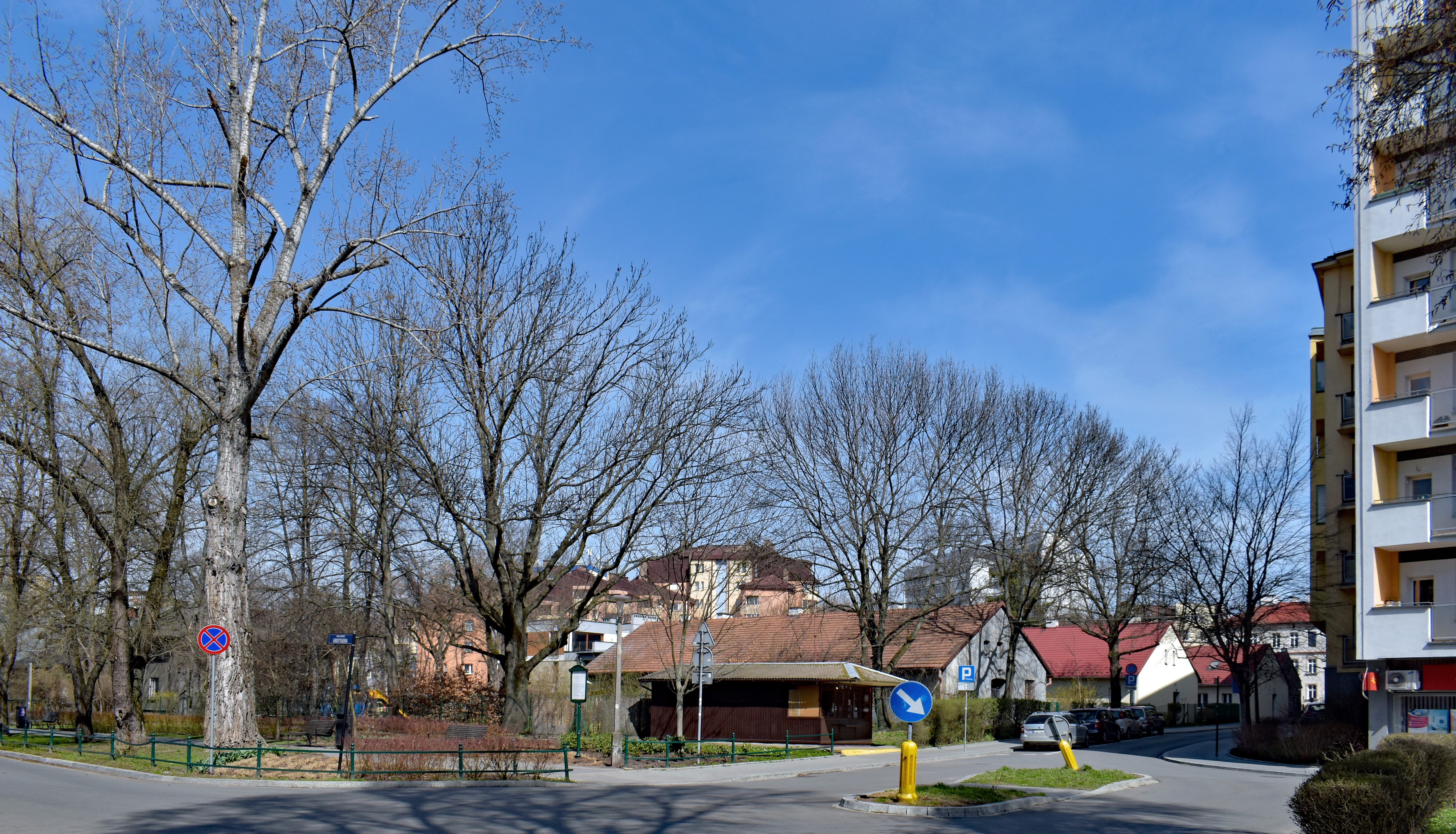
Osiedle Modrzejówka (1900) Kraków, ul. Gzymsików 2, 4, 6, 8
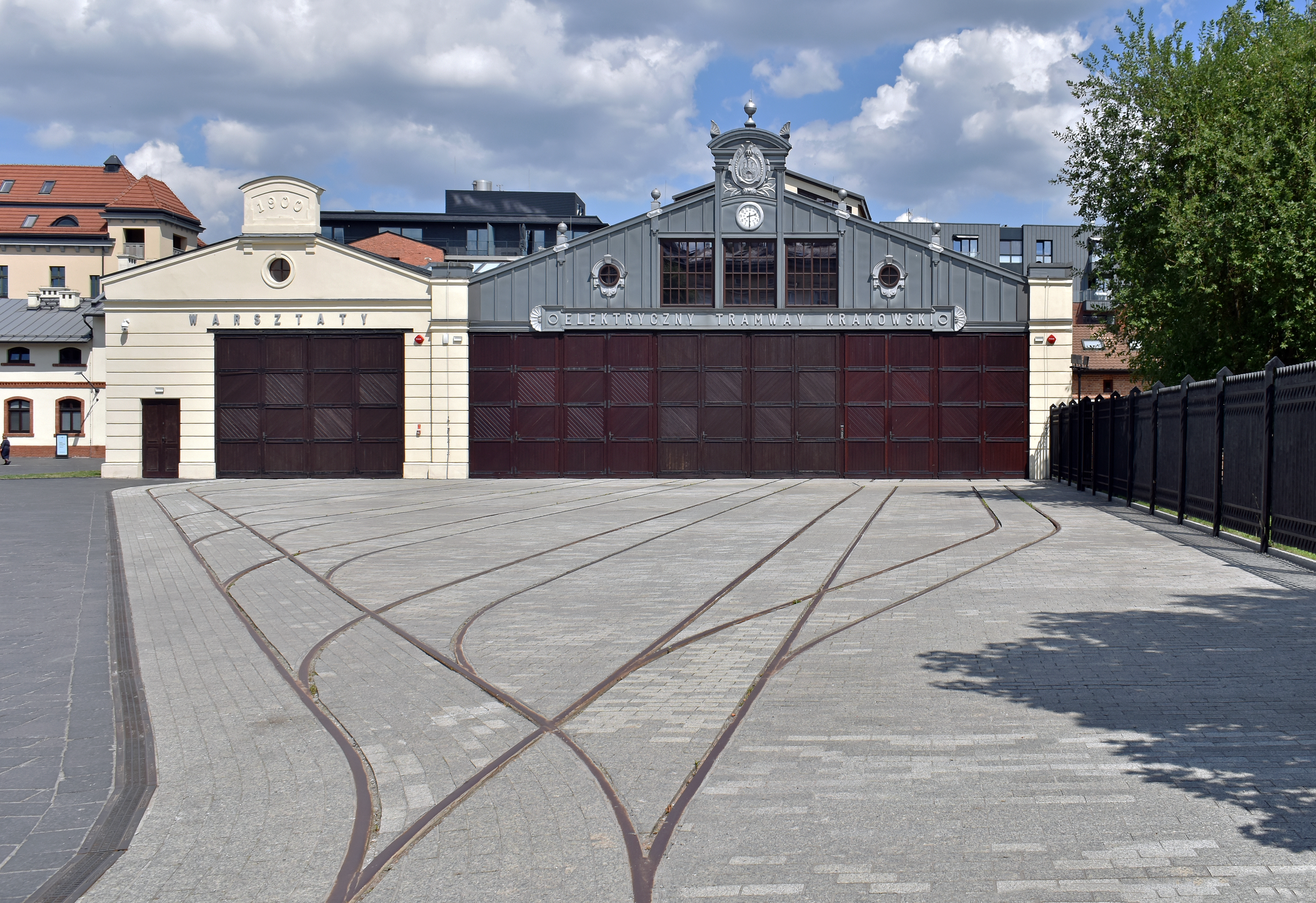
Zajezdnia tramwajowa i warsztaty (1900) Kraków, ul. św. Wawrzyńca 15
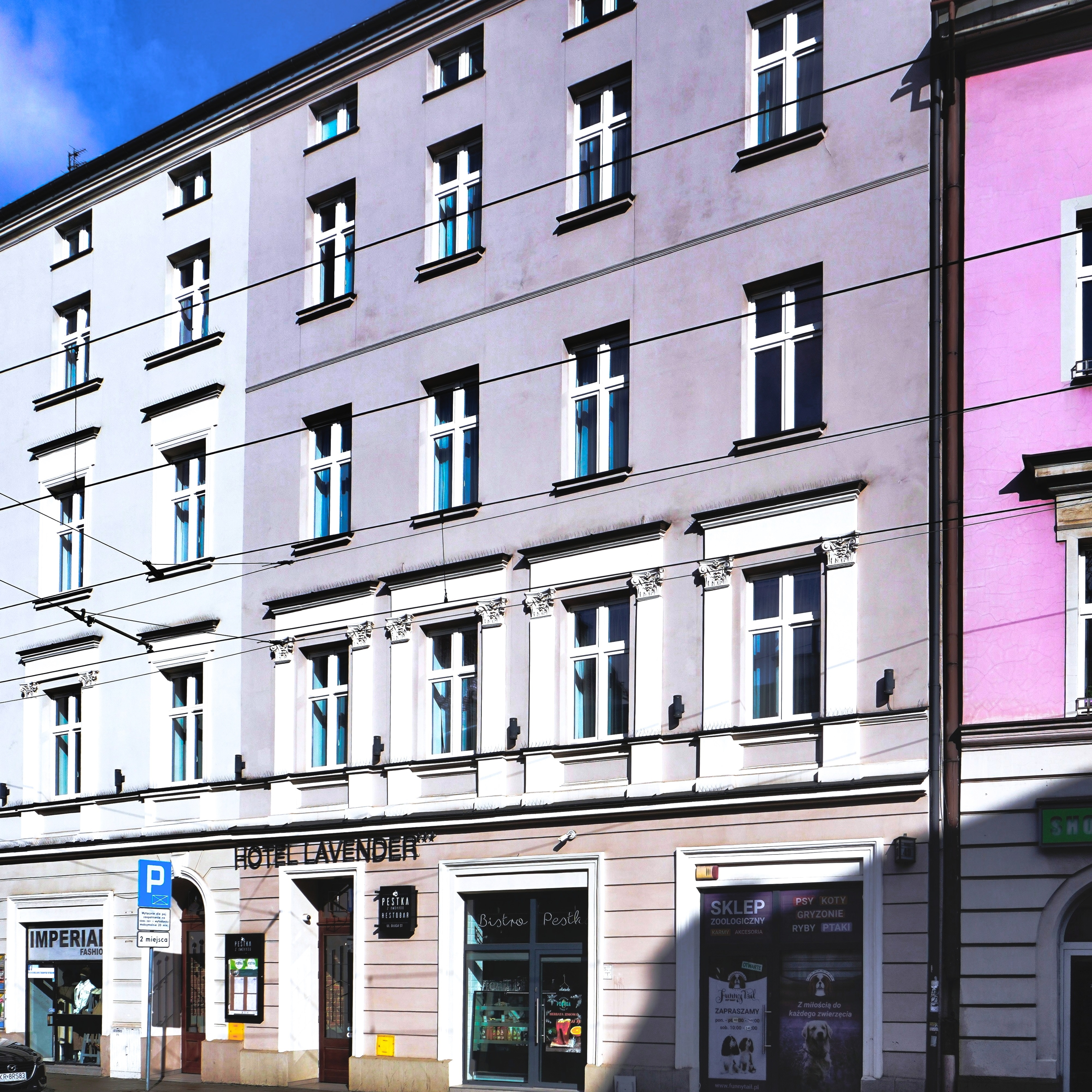
Kamienica (1887–1888), Kraków, ul. Długa 49
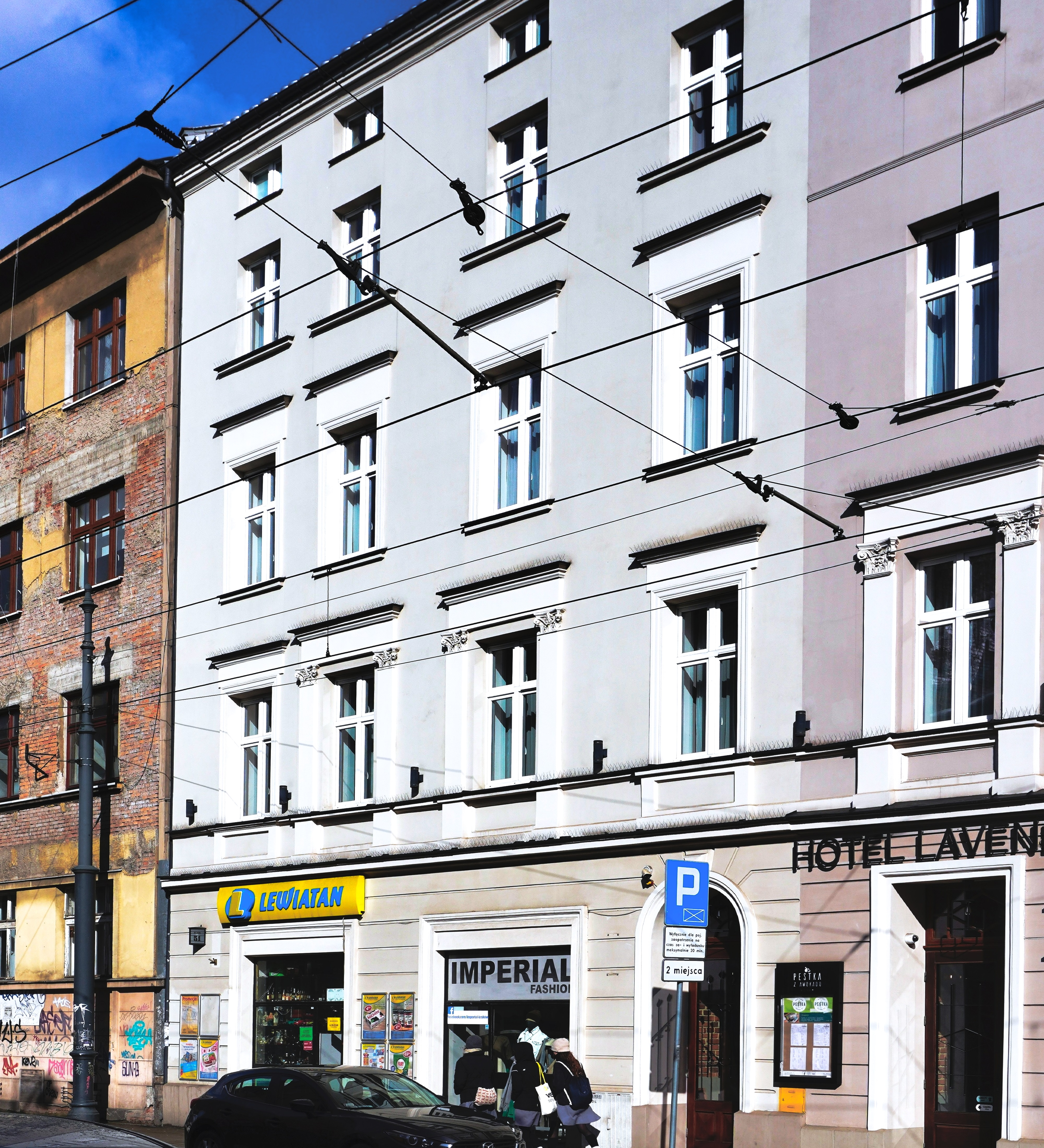
Kamienica (1888), Kraków, ul. Długa 51
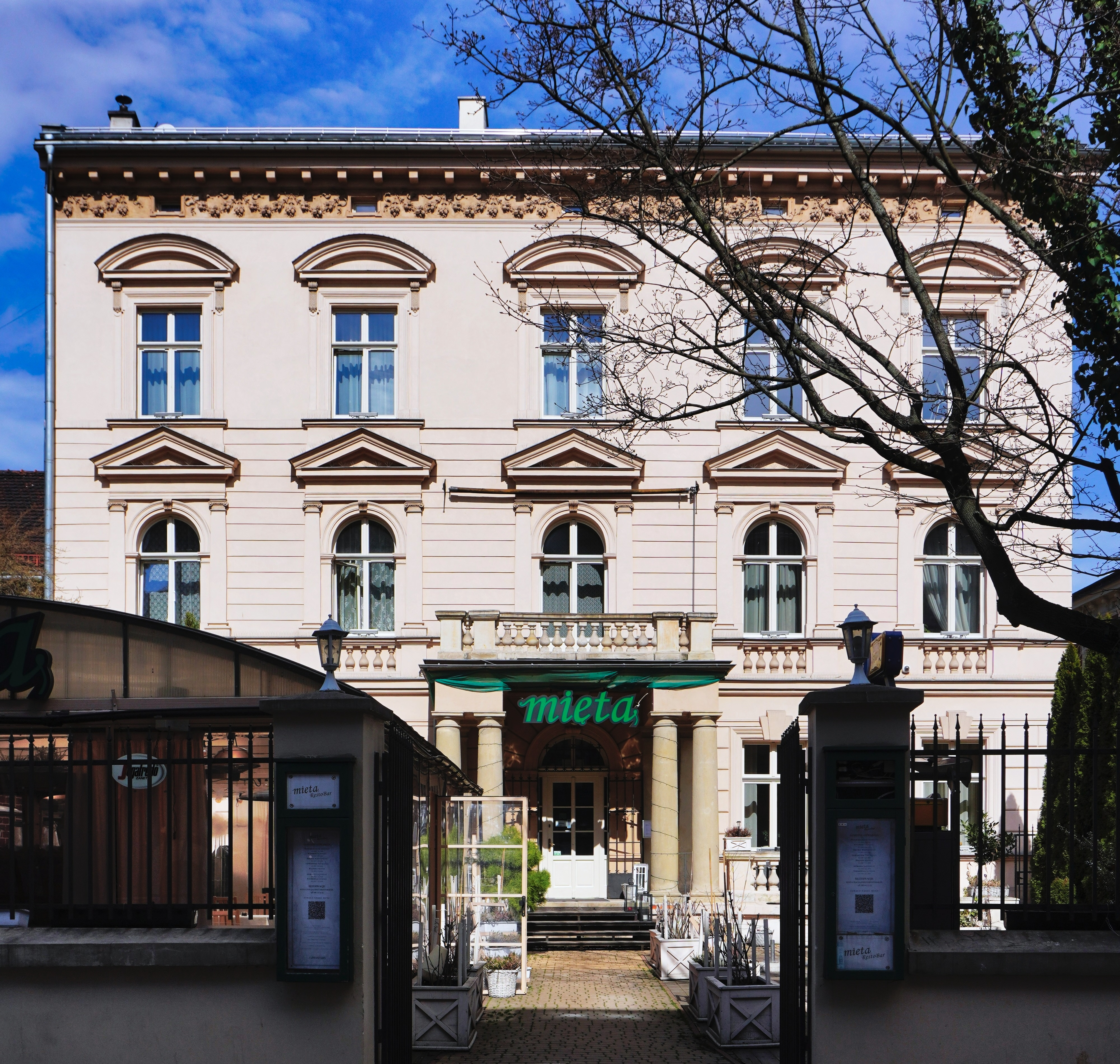
Kamienica (1889), Kraków, ul. Krupnicza 17 (ul. Szujskiego 1)
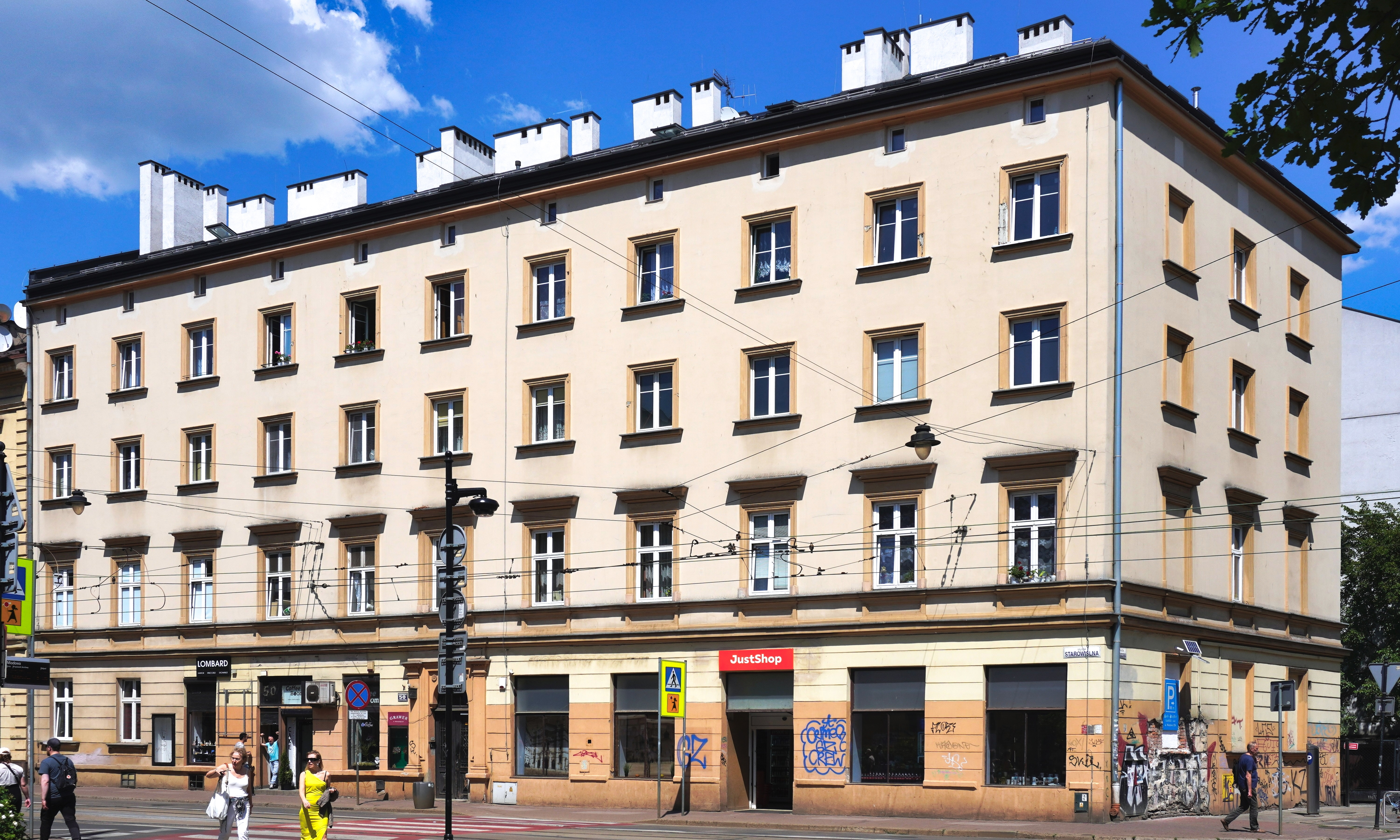
Kamienica, dawny Zakład Wychowawczy dla Osieroconych Chłopców Izraelickich (1887), Kraków, ul. Starowiślna 50